# Seznam juniorských vítězů na US Open
Toto je seznam juniorských vítězů na US Open. Uváděni jsou šampioni newyorských soutěží US Open hraných v rámci juniorského tenisového grandslamu. Dvouhra chlapců se poprvé konala v roce 1973 a dívky se přidaly o rok později. Deblové soutěže navázaly od sezóny 1982. Prvním grandslamem, který hostil juniorské soutěže se roku 1922 stal Australian Open. V roce 1947 juniory poprvé přivítaly Roland Garros s Wimbledonem a poslední US Open v sezóně 1973.

## Přehled vítězů
| Rok | dvouhra                          | dvouhra                          | čtyřhra                                   | čtyřhra                                   |
| Rok | junioři                          | juniorky                         | junioři                                   | juniorky                                  |
| --- | -------------------------------- | -------------------------------- | ----------------------------------------- | ----------------------------------------- |
| 1973 | Billy Martin                     | —                                | —                                         | —                                         |
| 1974 | Billy Martin                     | Ilana Klossová                   | —                                         | —                                         |
| 1975 | Howard Schoenfield               | Nataša Čmyrjovová                | —                                         | —                                         |
| 1976 | Ricardo Ycaza                    | Marise Krugerová                 | —                                         | —                                         |
| 1977 | Van Winitsky                     | Claudia Casabiancová             | —                                         | —                                         |
| 1978 | Per Hjertquist                   | Linda Siegelová                  | —                                         | —                                         |
| 1979 | Scott Davis                      | Alycia Moultonová                | —                                         | —                                         |
| 1980 | Mike Falberg                     | Susan Mascarinová                | —                                         | —                                         |
| 1981 | Thomas Högstedt                  | Zina Garrisonová                 | —                                         | —                                         |
| 1982 | Pat Cash                         | Beth Herrová                     | Jonathan Canter Michael Kures             | Penny Bargová Beth Herrová                |
| 1983 | Stefan Edberg ‡                  | Elizabeth Minterová              | Mark Kratzmann Simon Youl                 | Ann Hulbertová Bernadette Randallová      |
| 1984 | Mark Kratzmann                   | Katerina Malejevová              | Leonardo Lavalle Mihnea Năstase           | Mercedes Pazová Gabriela Sabatini         |
| 1985 | Tim Trigueiro                    | Laura Garroneová                 | Joey Blake Darren Yates                   | Andrea Holíková Radomira Zrubáková        |
| 1986 | Javier Sánchez                   | Elly Hakamiová                   | Tomás Carbonell Javier Sánchez            | Jana Novotná ‡ Radomira Zrubáková         |
| 1987 | David Wheaton                    | Nataša Zverevová                 | Goran Ivanišević Diego Nargiso            | Meredith McGrathová Kimberly Poová        |
| 1988 | Nicolás Pereira                  | Carrie Cunninghamová             | Jonathan Stark John Yancey                | Meredith McGrathová Kimberly Poová        |
| 1989 | Jonathan Stark                   | Jennifer Capriatiová             | Wayne Ferreira Grant Stafford             | Jennifer Capriatiová Meredith McGrathová  |
| 1990 | Andrea Gaudenzi                  | Magdalena Malejevová             | Sébastien Leblanc Greg Rusedski           | Kristin Godridgeová Nicole Prattová       |
| 1991 | Leander Paes                     | Karina Habšudová                 | Karim Alami John-Laffnie de Jager         | Kristin Godridgeová Kirrily Sharpeová     |
| 1992 | Brian Dunn                       | Lindsay Davenportová ‡           | Jimmy Jackson Eric Taino                  | Lindsay Davenportová ‡ Nicole Londonová   |
| 1993 | Marcelo Ríos                     | Maria Francesca Bentivogliová    | Neville Godwin Gareth Williams            | Nicole Londonová Julie Stevenová          |
| 1994 | Sjeng Schalken                   | Meilen Tuová                     | Ben Ellwood Nicolás Lapentti              | Surina De Beerová Chantal Reuterová       |
| 1995 | Nicolas Kiefer                   | Tara Snyderová                   | I Jong-min Jocelyn Robichaud              | Corina Morariuová Ludmila Varmužová       |
| 1996 | Daniel Elsner                    | Mirjana Lučićová                 | Bob Bryan ‡ Mike Bryan ‡                  | Surina de Beerová Jessica Stecková        |
| 1997 | Arnaud Di Pasquale               | Cara Blacková                    | Nicolás Massú Fernando González           | Marissa Irvinová Alexandra Stevensonová   |
| 1998 | David Nalbandian                 | Jelena Dokicová                  | K. J. Hippensteel David Martin            | Kim Clijstersová Eva Dyrbergová           |
| 1999 | Jarkko Nieminen                  | Lina Krasnorucká                 | Julien Benneteau Nicolas Mahut ‡          | Daniela Bedáňová Iroda Tuljaganovová      |
| 2000 | Andy Roddick ‡                   | María Salerniová                 | Lee Childs James Nelson                   | Gisela Dulková María Salerniová           |
| 2001 | Gilles Müller                    | Marion Bartoliová                | Tomáš Berdych Stéphane Bohli              | Galina Fokinová Světlana Kuzněcovová      |
| 2002 | Richard Gasquet                  | Maria Kirilenková                | Michel Koning Bas van der Valk            | Elke Clijstersová Kirsten Flipkensová     |
| 2003 | Jo-Wilfried Tsonga               | Kirsten Flipkensová              | Nehráno pro nepříznivé počasí             | Nehráno pro nepříznivé počasí             |
| 2004 | Andy Murray ‡                    | Michaëlla Krajiceková            | Brendan Evans Scott Oudsema               | Marina Erakovicová Michaëlla Krajiceková  |
| 2005 | Ryan Sweeting                    | Viktoria Azarenková †            | Alex Clayton Donald Young                 | Nikola Fraňková Alisa Klejbanovová        |
| 2006 | Dušan Lojda                      | Anastasija Pavljučenkovová       | Jamie Hunt Nathaniel Schnugg              | Mihaela Buzărnescuová Ioana Olaruová      |
| 2007 | Ričardas Berankis                | Kristína Kučová                  | Jonathan Eysseric Jérôme Inzerillo        | Xenija Milevská Urszula Radwańská         |
| 2008 | Grigor Dimitrov                  | Coco Vandewegheová               | Niki Moser Cedrik-Marcel Stebe            | Noppavan Lertčívakarnová Sandra Romaová   |
| 2009 | Bernard Tomic                    | Heather Watsonová                | Márton Fucsovics Sie Čeng-pcheng          | Valerija Solovjovová Maryna Zanevská      |
| 2010 | Jack Sock                        | Darja Gavrilovová                | Duilio Beretta Roberto Quiroz             | Tímea Babosová Sloane Stephensová         |
| 2011 | Oliver Golding                   | Grace Minová                     | Robin Kern Julian Lenz                    | Irina Chromačovová Demi Schuursová        |
| 2012 | Filip Peliwo                     | Samantha Crawfordová             | Kyle Edmund Frederico Ferreira Silva      | Gabrielle Andrewsová Taylor Townsendová † |
| 2013 | Borna Ćorić                      | Ana Konjuhová                    | Kamil Majchrzak Martin Redlicki           | Barbora Krejčíková ‡ Kateřina Siniaková ‡ |
| 2014 | Omar Jasika                      | Marie Bouzková                   | Omar Jasika Naoki Nakagawa                | İpek Soyluová Jil Teichmannová            |
| 2015 | Taylor Harry Fritz               | Dalma Gálfiová                   | Félix Auger-Aliassime Denis Shapovalov    | Viktória Kužmová Alexandra Pospělovová    |
| 2016 | Félix Auger-Aliassime            | Kayla Dayová                     | Juan Carlos Aguilar Felipe Meligeni Alves | Jada Hartová Ena šibaharaová              |
| 2017 | Wu I-ping                        | Amanda Anisimovová               | Sü Jü-siou Wu I-ping                      | Olga Danilovićová Marta Kosťuková         |
| 2018 | Thiago Seyboth Wild              | Wang Si-jü                       | Adrian Andrejev Anton Matusevich          | Coco Gauffová Caty McNallyová †           |
| 2019 | Jonáš Forejtek                   | Camila Osoriová                  | Eliot Spizzirri Tyler Zink                | Kamilla Bartoneová Oxana Selechmetěvová   |
| 2020 | Zrušeno kvůli pandemii covidu-19 | Zrušeno kvůli pandemii covidu-19 | Zrušeno kvůli pandemii covidu-19          | Zrušeno kvůli pandemii covidu-19          |
| 2021 | Daniel Rincón                    | Robin Montgomeryová              | Max Westphal Coleman Wong                 | Ashlyn Kruegerová Robin Montgomeryová     |
| 2022 | Martín Landaluce                 | Alexandra Ealaová                | Ozan Baris Nishesh Basavareddy            | Lucie Havlíčková Diana Šnajderová         |
| 2023 | João Fonseca                     | Katherine Huiová                 | Max Dahlin Oliver Ojakäär                 | Mara Gaeová Anastasija Gurjevová          |
| 2024 | Rafael Jódar                     | Mika Stojsavljevicová            | Maxim Mrva Rei Sakamoto                   | Malak El Allamiová Emily Sartz-Lundeová   |
| ‡ – vítěz juniorského i seniorského turnaje † – vítěz juniorského turnaje a finalista seniorského turnaje Stefan Edberg získal jako jediný junior kalendářní grandslam |                                  |                                  |                                           |                                           |